# Пейса, Леэна
Леэна Пе́йса (фин. Leena Peisa; род. 16 марта 1979, Вантаа) — бывшая клавишница финской группы «Lordi», победившей на конкурсе Евровидение в 2006 году. В группе «Lordi» она выступала под псевдонимом Awa (от англ. be aware «знай, имей в виду»).
В 2012 году на сайте Lordi появилось сообщение, в котором Леэна сообщила, что покидает группу. 11 августа в Рованиеми, в день двадцатилетия группы состоялся последний концерт с участием Авы. В настоящее время проживает в Италии, работая над своим музыкальным проектом, информация которого неизвестна. В 2015 году Леэна предложила свою помощь группе Сампсы (Киты) и Ника (Калмы) — «Stala & So.». На их новом альбоме (сентябрь 2015) Леэна сыграла на клавишных на нескольких треках.
Также Леэна играла в группах «Punaiset Messiaat» и «Dolchamar» (обе из города Порвоо).
С февраля 2016 года является клавишницей нового проекта Сампсы Асталы, в кавер-группе «Sampsa Astala trio».

## Дискография

### Dolchamar
- 2005 — Rebela Sono

### Lordi
- 2006 — The Arockalypse
- 2008 — Deadache
- 2009 — Zombilation - The Greatest Cuts
- 2010 — Babez For Breakfast

### Stala & SO.
- 2015 — Stala & So.

### Sampsa Astala trio
- 2016 Teit meista kauniin